# Chelsea Headhunters
The Chelsea Headhunters là một hội hooligan bóng đá Anh có mối liên hệ với câu lạc bộ bóng đá Luân Đôn Chelsea.

## Đồng minh
Năm 2000, Chelsea Headhunters thiết lập mối đồng minh với các hội hooligan Anh khác của Linfield F.C., Cardiff City, Swansea City và Leeds United dẫn đầu bởi hội của Arsenal, The Herd, tấn công các cổ động viên của Galatasaray tại Copenhagen và Sân vận động Heysel để trả thù việc hai cổ động viên Leeds United bị đâm bởi một cổ động viên Galatasaray ở trận bán kết UEFA Cup 2000. Các đồng minh khác là cổ động viên của Lazio và Hellas Verona. Chelsea Headhunters 'top boy' ('top' chỉ vị trí trong hệ thống phân cấp của các băng nhóm hooligan) Jason Marriner cũng xuất hiện chung trong ảnh với hooligan của Linfield Randy Ollins trong tự truyện của Blaney The Undesirables với chú thích của Blaney khen ngợi Headhunters là một trong những hội hàng đầu, cho thấy sự tôn trọng lẫn nhay giữa Headhunters và hội Inter City Jibbers của Manchester United.